# Липова (Пермский край)
Липова — деревня в составе Усть-Берёзовского сельского поселения Юрлинского района в Пермском крае. 
В 2004-2019 годах входила в состав Усть-Березовского сельского поселения.

## Географическое положение
Деревня расположена примерно в 4 километрах по прямой  на восток-юго-восток от поселка Усть-Берёзовка, центра сельского поселения.

## Климат
Климат умеренно - континентальный. Основные черты температурного режима: холодная продолжительная зима; прохладное лето; частые колебания погоды в весенне - летний периоды; резкие годовые и суточные колебания температуры воздуха. Наиболее холодный месяц – январь со среднесуточной температурой - 15,70 С, наиболее теплый – июль со среднемесячной температурой +17,60 С. Среднегодовая температура-0,80С-1,10 С. Продолжительность безморозного периода 110 дней. 

## Население
Постоянное население составляло 15 человек (все русские) в 2002 году,  5 человек в 2010 году, 0 человек в 2024 году.